# Phintella
Phintella  (лат.) — род пауков из семейства пауков-скакунчиков (Salticidae, Heliophaninae). Южная и Юго-Восточная Азия (от Индии и Шри-Ланки до Индонезии и Филиппин). Также отмечены в других регионах: Океания, Африка, палеарктическая часть Евразии. Около 40 видов.

## Описание
Светлые или яркоокрашенные пауки-скакунчики, встречаются на кустарниках и широколиственных деревьях, чаще на вершинах листьев. Головогрудь высокая с плоской передней головной частью и наклонной задней грудной половиной; бока, более или менее вертикальные. Брюшко овальной формы, расширенное спереди и суженное кзади. Умеренно колючие ноги длинноватые и тонкие, и все примерно одинакового размера, кроме увеличенных передних ног самца, которые незначительно больше и сильнее, чем другие пары ног. Глаза расположены в 3 ряда. Голени с одним крупным апофизисом (отросток) или с двумя маленькими; на бедре один крупный апофизис. Сперматека и семяпроводы простые, сильно склеротизированные.
Некоторые представители (например, Phintella piatensis) образуют мирмекофильную ассоциацию с древесными муравьями-ткачями (Oecophylla smaragdina) для защиты от более опасных хищных пауков-плеваков (Scytodes, Scytodidae). Таксон был выделен в 1906 году норвежским арахнологом Эмбриком Странном (Embrik Strand, 1876—1947), профессором Рижского университета.

## Систематика
Включает около 40 видов. Часть видов перенесена из родов Telamonia и Icius. В России ообнаружено 5 видов: Phintella abnormis, Phintella arenicolor, Phintella linea, Phintella parva и Phintella popovi:
- Phintella abnormis (Bösenberg & Strand, 1906)
- Phintella accentifera (Simon, 1901)
- Phintella aequipeiformis Zabka, 1985
- Phintella aequipes (Peckham & Peckham, 1903)
- Phintella africana Wesolowska & Tomasiewicz, 2008[8]
- Phintella arenicolor (Grube, 1861)
- Phintella argenteola (Simon, 1903)
- Phintella assamica Prószyński, 1992
- Phintella australis (Simon, 1902)
- Phintella bifurcata Prószyński, 1992
- Phintella bifurcilinea (Bösenberg & Strand, 1906) typus
- Phintella bunyiae Barrion & Litsinger, 1995
- Phintella caledoniensis Patoleta, 2009
- Phintella castriesiana (Grube, 1861)
- Phintella cavaleriei (Schenkel, 1963)
- Phintella clathrata (Thorell, 1895)
- Phintella conradi Prószyński & Deeleman-Reinhold, 2012
- Phintella coonooriensis Prószyński, 1992
- Phintella debilis (Thorell, 1891)
- Phintella dives (Simon, 1899)
- Phintella hainani Song, Gu & Chen, 1988
- Phintella incerta Wesolowska & Russell-Smith, 2000
- Phintella indica (Simon, 1901)
- Phintella leucaspis (Simon, 1903)
- Phintella linea (Karsch, 1879)
- Phintella lucai Zabka, 1985
- Phintella lucida Wesolowska & Tomasiewicz, 2008[8]
- Phintella lunda Wesolowska, 2010[9]
- Phintella macrops (Simon, 1901)
- Phintella monteithi Zabka, 2012[10]
- Phintella multimaculata (Simon, 1901)
- Phintella mussooriensis Prószyński, 1992
- Phintella nilgirica Prószyński, 1992
- Phintella parva (Wesolowska, 1981)[11]
- Phintella piatensis Barrion & Litsinger, 1995
- Phintella planiceps Berry, Beatty & Prószyński, 1996
- Phintella popovi (Prószyński, 1979)[12]
- Phintella pygmaea (Wesolowska, 1981)[11]
- Phintella reinhardti (Thorell, 1891)
- Phintella suavis (Simon, 1885)
- Phintella suknana Prószyński, 1992
- Phintella versicolor (C. L. Koch, 1846)
- Phintella vittata (C. L. Koch, 1846)
- Phintella volupe (Karsch, 1879)